# 아코르 애덤스
아코르 제롬 애덤스(영어: Akor Jerome Adams, 2000년 1월 29일 ~ )는 나이지리아의 축구 선수이다. 그의 포지션은 공격수로, 현재 프랑스 리그 1의 몽펠리에에서 활약하고 있다.

## 클럽 경력
2018년 8월, 그는 나이지리아의 잠바 풋볼 아카데미에서 노르웨이의 송달로 이적했다. 2018년 8월 28일, 그는 송달 소속으로 프로 데뷔전을 치렀다. 그는 부상으로 2020 시즌 상당 기간 동안 결장했으며, 2021 시즌을 끝으로 송달과 계약이 만료됐다. 그는 총 28경기에서 10골을 넣으며 계약 마지막해 시즌을 마쳤다. 2021년 12월 2일, 그는 릴레스트룀과 3년 계약을 맺고 입단했다. 그는 나르도와의 노르웨이컵 경기에서 데뷔골을 기록하며 릴레스트룀 소속으로 데뷔전을 치렀으며 2022년 4월 2일, 2-2로 비긴 함캄과의 경기에서 리그 데뷔골을 기록하며 엘리테세리엔 데뷔전을 치렀다. 2023년 8월, 그는 리그 1의 몽펠리에와 계약을 맺고 이적했다.

## 국가대표팀 경력
애덤스는 나이지리아 U-20 대표팀 일원으로 2019년 FIFA U-20 월드컵에 참가했다.